# Édifice Jean-Baptiste-De La Salle
Pour les articles homonymes, voir La Salle.
 (juin 2025).
L'édifice Jean-Baptiste-De La Salle est le siège du ministère des Affaires municipales et de l'Habitation du Québec. Propriété publique depuis 1960, il abritait auparavant l'Académie commerciale de Québec.

## Description
L'édifice de quatre niveaux, situé immédiatement à l'ouest de l'hôtel de ville de Québec, est composé de deux ailes à l'angle des rues Pierre-Olivier-Chauveau et Cook. Ses façades sont en calcaire de Deschambault et ses colonnes en granite gris de Stanstead à fini poli. La tour d'angle est ornée de colonnes jumelées, d'un arc en plein cintre avec un tympan orné avec un bas-relief de feuilles d'érable sculptées dans la pierre d'un entablement à denticule et de frontons interrompu et circulaire.

## Histoire

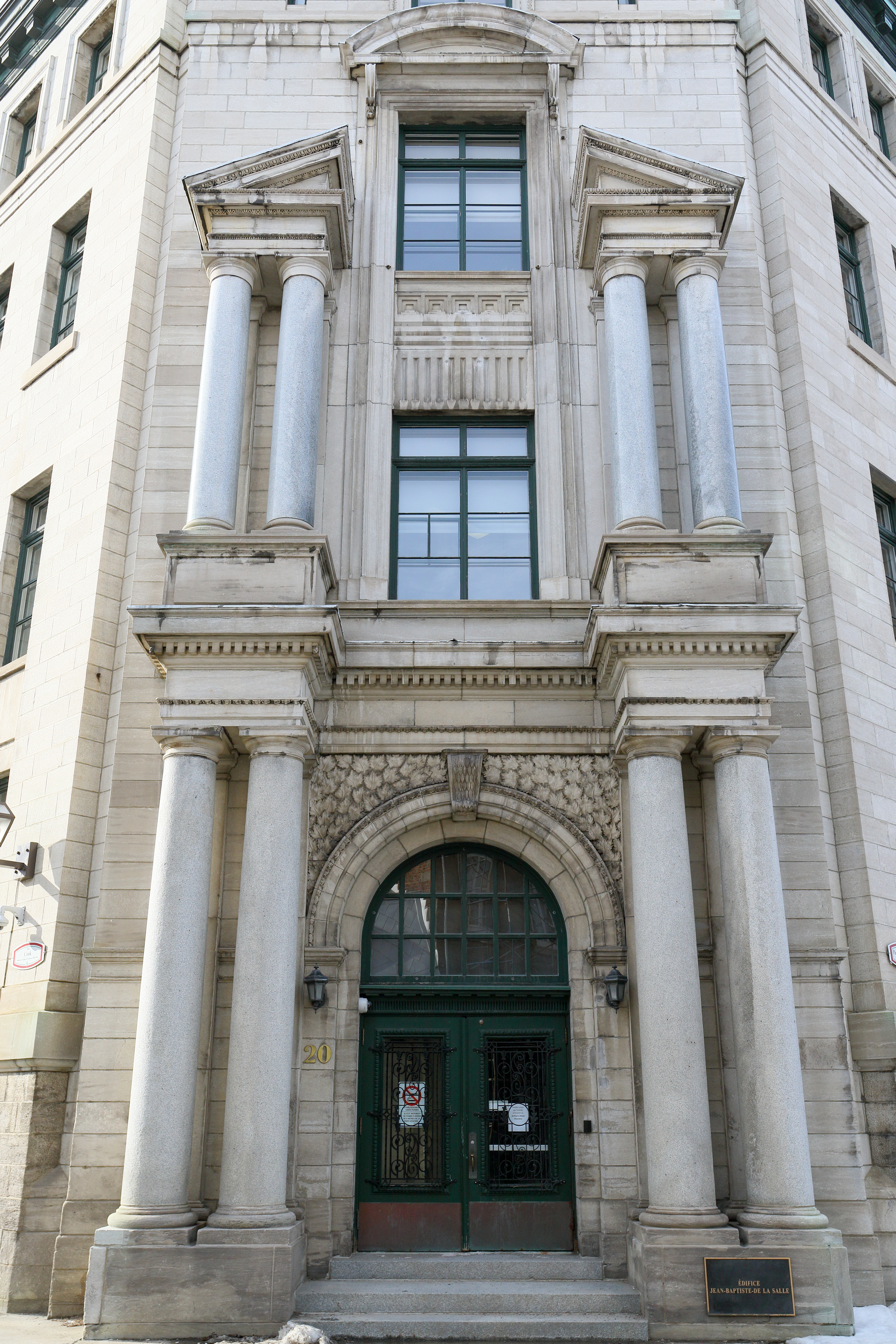
Entrée principale, construite en 1932.

Le site est initialement une propriété des Jésuites. La partie la plus ancienne de l'édifice, l'aile de la rue Cook, est initialement composé d'une boulangerie militaire, érigée en 1838. Les Frères des écoles chrétiennes, pour loger leur Académie commerciale, acquièrent l'emplacement en 1889 et procèdent à des agrandissements du bâtiment initial en 1891 et 1901. À la suite d'un incendie survenu le 19 novembre 1914, le bâtiment est rehaussé d'un étage. Un nouveau bâtiment est construit perpendiculairement sur la rue Chauveau afin d'abriter un pensionnat. Ces travaux sont le fruit des architectes Tanguay et Lebon.
L'édifice prend sa forme actuelle en 1932 par l'union des deux ailes avec la démolition du Bureau des archives de la ville situé à l'angle des deux rues. Cette nouvelle façade était initialement surmontée d'une lanterne, aujourd'hui disparue,.
Le gouvernement québécois devient propriétaire de l'édifice en 1960 lorsque l'Académie déménage à l'emplacement actuel du Cégep de Sainte-Foy. 
Le 12 décembre 1997, le bâtiment prend le nom de Jean-Baptiste de La Salle en mémoire du fondateur des Frères des écoles chrétiennes.